# Stadio Raffaele Mancini
Lo stadio Raffaele Mancini è un impianto sportivo di Fano, in provincia di Pesaro e Urbino, adibito al calcio. Ospita le partite interne del Fano.

## Struttura e ubicazione
L'impianto si trova a sud est del centro abitato di Fano. Lo stadio è provvisto di una tribuna centrale coperta di 660 posti a sedere, di una gradinata di 1.096 posti e di un settore ospiti confinanti tra loro di 850 posti, e di una curva dove risiede il tifo organizzato del Fano da 1.440 posti per un totale di 4.046 posti.

## Nome dell'impianto
Lo stadio fu inaugurato nel 1930, chiamato inizialmente Polisportivo Borgo Metauro è oggi intitolato a Raffaele Mancini, ex calciatore del Fano, il quale militò nella sua carriera anche in serie maggiori.